# 시게미쓰 마모루
시게미쓰 마모루(일본어: 重光 葵, 1887년 7월 29일~1957년 1월 26일)는 일본의 정치인이자 외교관으로 제2차 세계대전 전후로 3회의 외무대신을 지냈다. 1945년 9월 2일 일본의 특명전권대사로 USS 미주리에 올라 항복문서에 서명하였다.  사후 훈1등 욱일동화대수장이 수여되었다.

## 초기 생애와 경력
오늘날의 오이타현 분고오노시에서 태어난 시게미쓰는 1911년 도쿄 대학의 법학 대학원을 졸업하고 즉시 외무성에 들어갔다.  제1차 세계 대전 후, 그는 독일과 영국을 포함하여 다수의 해외 외교 임무에 그리고 미국 시애틀에 있는 일본 영사관에서 잠시 영사를 지냈다.

## 전쟁 이전
1931년 만주사변에 이어 시게미쓰는 다양한 서방의 수도들에서 활동적이었으며 만주에서 일본의 군사 활동들에 경보를 줄이는 시도를 하였다.
1932년 제1차 상하이 사변이 일어난 동안 그는 국민혁명군과 일본 제국 육군 사이에 휴전 중재에서 서방 국가들의 원조를 요청하는 것에 성공적이었다.  그해 4월 29일 상하이에서 쇼와 천황의 탄생일을 위한 천장절 행사에 참석했던 동안 한국의 독립운동가 윤봉길이 심사대에 폭탄을 던져 시라카와 요시노리 대장을 살해하고 시게미쓰를 포함한 다른이들에게 부상을 입혔다.  시게미쓰는 폭탄 공격에 자신의 오른쪽 다리를 잃어 자신의 나머지 인생 동안 보철과 지팡이와 함께 걸어다녔다.
이후에 시게미쓰는 소련 주재 대사가 되었고, 1938년 하산호 전투에서 러시아-일본 국경 충돌의 해결을 협상하였다.  그러고나서 그는 가장 두드러지게 일본을 영국과의 전쟁 직전까지 몰아놓은 톈진 사건 (1939년)으로 영일 관계를 악화시킨 기간 동안 영국 주재 대사가 되었다.  그는 1941년 6월 다시 불러졌다.

## 제2차 세계 대전

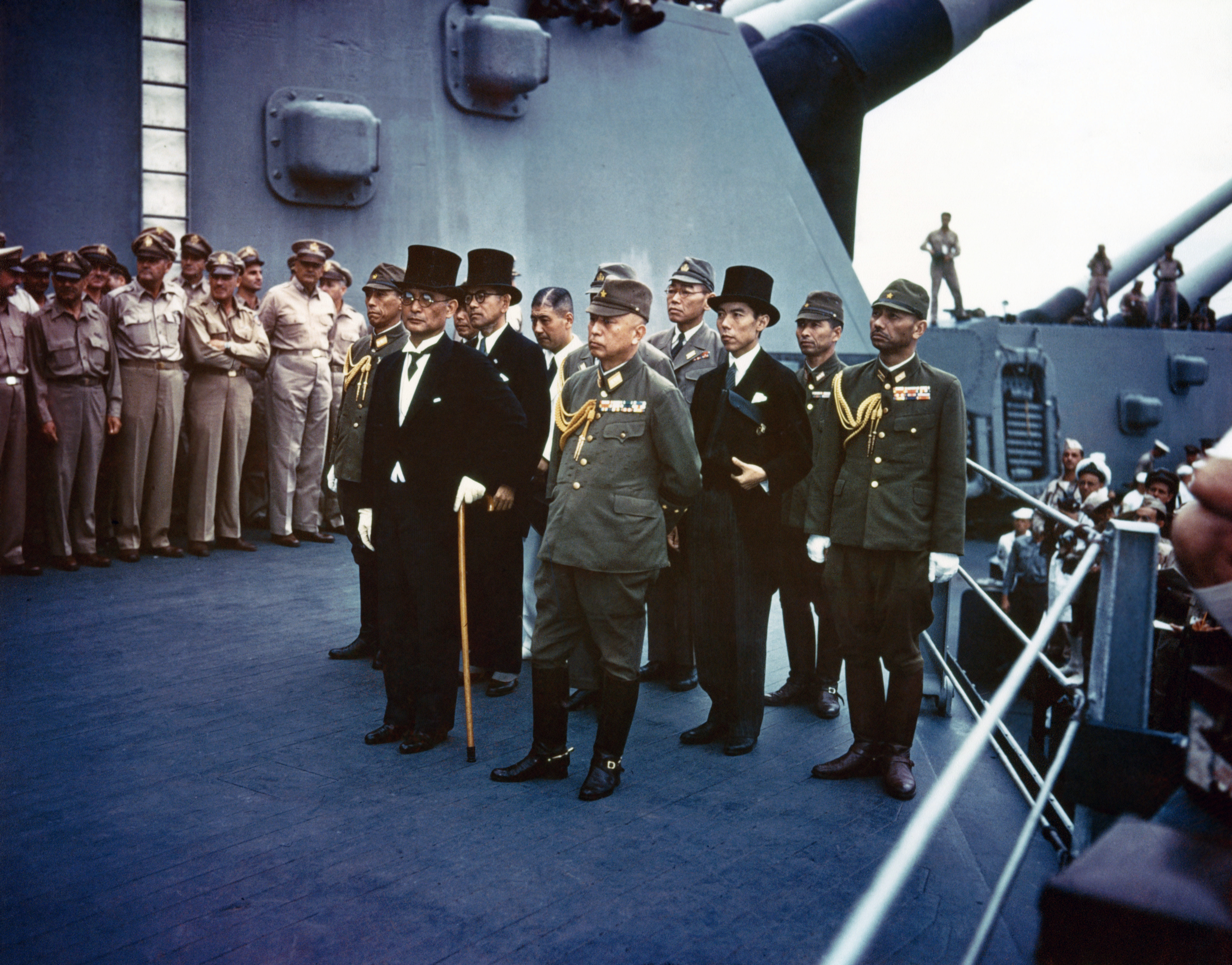
일본의 항복문서에 조인하기 위해 USS 미주리에 오른 시게미쓰 (왼쪽)

시게마쓰는 마쓰오카 요스케의 외교 정책, 특히 자신이 미국 내 반일 감정를 더욱 강화할 것을 경고했던 삼국 동맹 조약의 매우 비판적이었다.  시게미쓰는 영국으로 돌아가는 길에 워싱턴 D. C.에서 2주를 보내고, 고노에 후미마로 일본 총리와 프랭클린 D. 루스벨트 미국 대통령 사이의 직접 대면 협상을 위하여 준비를 시도하는 데 노무라 기치사부로 주미 대사와 회담을 가졌다.
제2차 세계 대전을 방지하려는 시게미쓰의 많은 시도들은 도쿄에서 군국주의자들을 화나게 했고 진주만 공격 후 불과 이틀 만에 그는 일본이 후원한 왕징웨이 정권의 중국 주재 대사로서 임명과 함께 소외되었다.  중국에서 시게미쓰는 제안된 대동아공영권의 성공이 일본에 의하여 중국과 다른 아시아의 국가들의 동등한 대우에 의지했다는 것을 주장하였다.
1943년 4월 20일 일본이 추축국의 몰락을 위하여 준비할 것 같다는 의미로서 간주되는 움직임에서 도조 히데키 총리는 외무대신 다니 마사유키를 군국주의자들에게 자신의 반대에 확고부동했던 시게미쓰와 대체하였다.  그러므로 시게미쓰는 대동아회의가 열린 동안 외무대신이었다.  미국의 언론은 가끔 헤드라인에 그를 "Shiggy"로 불렀다.
1944년 7월 22일부터 1945년 4월 7일까지 그는 고이소 구니아키 행정부에서 동시에 외무대신과 대동아대신을 지냈다.  그러고나서 일본의 항복 직전에 히가시쿠니 나루히코 행정부에서 8월 잠시 외무대신으로 다시 지냈다.
그해 9월 2일 특명전권대사로서 시게미쓰는 우메즈 요시지로 대장과 더불어 USS 미주리 전합에 올라가 일본의 항복문서에 조인하였다.

## 전쟁 이후
시메미쓰의 잘 알려진 전쟁에 반대에 불구하고, 소련의 억지 권고에 그는 연합군 최고사령부에 의하여 구금되었고 기소된 전범으로서 스가모 형무소에 갇혔다.  전직 주일 미국 대사 조지프 그루에 의하여 조인된 선서 증언에 불구하고 수석 검사 조지프 베리 키넌의 항의들에 시게미쓰와 그의 소송이 재판으로 오면서 침략적인 전쟁을 벌기고 비인도적인 대우로부터 포로들을 보호하는 데 충분히 노력하지 않은 것으로 극동 국제 군사 재판소에 의하여 유죄 판결을 받았다.  하지만 법정은 시게미쓰는 정규적으로 일본의 군국주의를 반대하고 포로의 비인도적인 대우에 항의했다는 근거에 대해 매우 관대했다.
그는 재판에서 유죄 판결을 받은 사람에 누구에게나 내려진 가장 가벼운 처벌로 징역 7년을 선고받았다.  1950년 그는 가석방되었다.
일본의 연합군 점령의 종말 후, 시게미쓰는 1954년에 일본민주당과 합병된 단명한 정당 "개진당"을 형성하였다.  1952년 10월 그는 일본 국회의 중의원에서 의석으로 선출되었고, 1954년 그는 일본민주당의 당수 하토야마 이치로 총리 아래 부총리가 되었다.
1955년 내각은 자유민주당으로서 당과 자유당의 합병 후 지속되었고 시게미쓰는 1956년까지 부총리직을 보유하였다.
1954년부터 1956년까지 시게미쓰는 동시에 외무대신을 지냈다.  1955년 4월 그는 일본이 국제연맹 이래 국제 회의에 참여하는 데 국가의 복귀의 시작을 표시한 인도네시아에서 열린 반둥 회의에서 일본을 대표하였다.  그러고나서 8월 시게미쓰는 미일안보조약의 개정을 촉구하는 데 미국으로 일본의 고위급 대표단을 지도했으나 이 노력은 조약의 주요 설계자 존 포스터 덜레스 국무장관으로부터 차가운 환대를 받았고 다시는 방문하고 싶지 않았다.  덜레스는 시게미쓰에게 일본이 "새로운 조약 준비 아래 통일성, 응집력 및 운영 능력"이 부족했기 때문에 조약 개정의 아무 논의가 "시기 상조"였던 확실한 말을 했고 시게미쓰는 빈손으로 일본으로 돌아와야 했다.
이어진 해에 시게미쓰는 유엔 총회에서 연설하여 유엔의 기본 원칙에 일본의 지지를 약속하고 정식으로 회원 가입을 신청하였다.  1956년 12월 8일 일본은 유엔의 80번째 회원국이 되었다.  그해 시게미쓰는 또한 외교 관계를 정상화하고 쿠릴 열도 분쟁을 해결하는 시도에 모스크바로 떠났다.  방문은 일소공동선언의 결과를 가져왔다.

## 사망
1957년 1월 26일 소련을 방문한지 1년 후에 시게미쓰는 가나가와현 유가와라정의 저택에서 69세의 나이에 심근 경색으로 사망하였다.

## 저서
- 《쇼와의 동란》(昭和の動乱, 1952)
- 《외교회상록》(外交回想録, 1953)
- 《스가모 일기》(巣鴨日記, 1953)